# Geodinamika

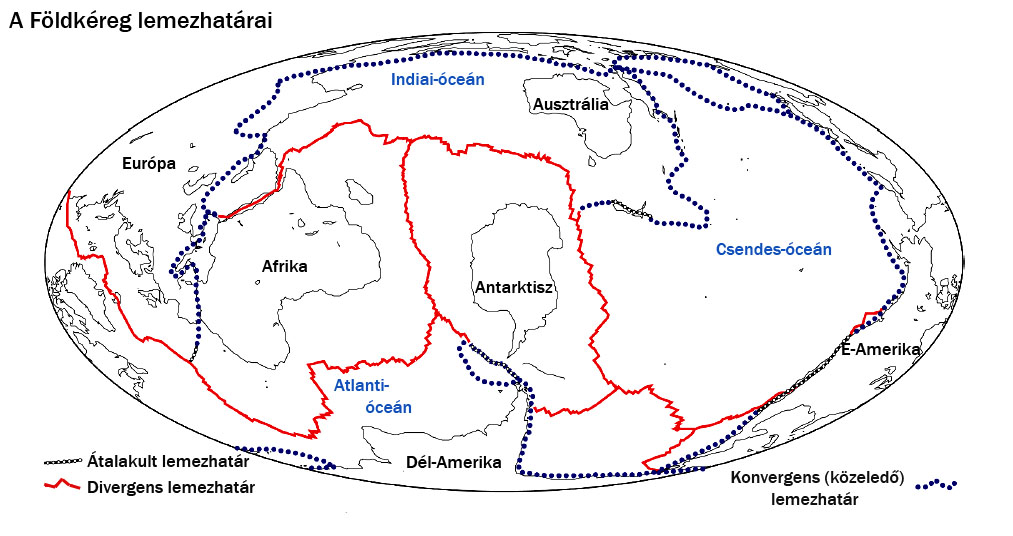
A Föld lemezszerkezete napjainkban

A geodinamika a Föld aktív, komplex belső – a bolygó egész struktúráját érintő – folyamataival foglalkozó, a geológiához tartozó résztudományág. Neves művelői közé tartozik S. Stein, Y. Takahashi, M. A. Richards illetve korábban J. T. Williamson.

## Globális hőáram
A hőáramlás által indukált folyamatok közé tartoznak többek között a vulkanikus tevékenység, a kőzet metamorfózis, a köpenyben és a földkéregben létrejövő hőkonvekció, valamint a lemeztektonika. Az ismert fogalom, amely karakterisztikusan leírja ezen folyamatok nagy részét – az ún. globális hőáram – tulajdonképpen nem kevesebb, mint hogy szemléletesen a Föld minden egyes pontjához egy-egy hőmennyiség értéket rendelünk. Ezzel az átlagértékkel valójában egy a teljes rendszerre vonatkozó hővesztési tényezőt határozunk meg, mely több részegységből tevődik össze. A rendszer egyik legmeghatározóbb komponense az óceánok, ill. az óceánfenék által elnyelt hő, ami a teljes veszteségnek 73%-a. A lemeztektonika felfedezése előtt ez egy ismert paradoxon volt. Az köztudottnak számított, hogy az óceánfenéken a radioaktív elemek előfordulása sokkal gyakoribb, mint a szárazföldön. A kérdés adott volt, mi okozza a jelentős hőáramlást az óceánokon keresztül. A kőzetlemezek mozgásának felfedezésével hamar bebizonyosodott, hogy mindez a óceáni kőzetburok keletkezési mechanizmusa során létrejövő hőkonvekciós folyamatokkal kapcsolatos.  

### A hő forrásai
Számos eredete lehet a hő létrejöttének a Földön belül:
- A primordiális hő a Föld lehűlésének következtében felszabaduló hőmennyiség, mely szoros kapcsolatban áll a specifikus hővel (amely valamely anyag 1 kg-jának  1K–al történő hőmérséklet növekedéséhez szükséges hőmennyiség). Ezt például a köpeny és a kéreg hővesztéses folyamataira vonatkoztatva egyszerű számítás alapján megadhatjuk (jelen esetben a kalkuláció eltekint a fázisátalakulások révén felszabaduló ún. látens hőtől).
- A nehézségi erő által képezett potenciális energia, amely jórészt anyagáramlásban is megvalósul, a felszíni rétegek felől.
- Radioaktív bomlásból származó hőveszteség (elsősorban urán, tórium, kálium).

A Föld tényleges hővesztesége nem csupán a hő forrásának a jellegétől függ, hanem a metódus, mely által a képződő hő átalakul és végül a felszínen eliminálódik a rendszerből. Ez számos módon valósulhat meg: 
- Hővezetés
- Hőkonvekció (pl. a köpenyben)
- Hősugárzás (a Napból származó hő jelentős része kisugárzódik a világűrbe – az átlagos fluxus a Föld felszínén 4,102 W/m²) [1]

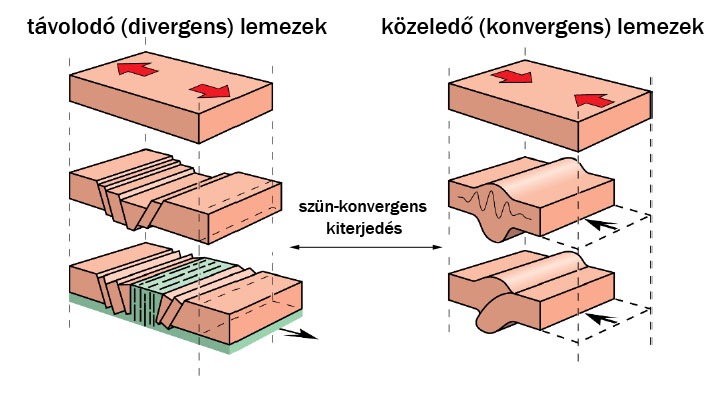
A kőzetlemezek klasszifikációja

## Geotermikus gradiens, diffúzió
A hőáramlás intenzitása egy vékony rétegen keresztül függ (1) a két oldal közti hőmérséklet-különbségtől, a (2) réteg vastagságától – előbbivel arányosan nő, az utóbbival fordított arányban csökken az áramlás intenzitása. Mindezt szabatosan a Fourier-féle hővezetési törvény fejezi ki:   
{\displaystyle q=-k\nabla T\approx -k{\frac {\Delta T}{\Delta z}}{\widehat {z}}}
ahol a negatív előjel azt jelzi, hogy a hő a magasabb hőmérsékletű helytől az alacsonyabb felé áramlik. A Furier-törvény arról ad felvilágosítást, hogy az adott közeg egységnyi térfogatú részén hogyan változik a hőmérséklet az idő függvényében. A folyamatot a fizikai-kémiában ismert diffúziós törvény analógiájára a következőképpen írhatjuk le: 
{\displaystyle \rho C_{p}{\frac {\partial T}{\partial t}}=-\nabla \centerdot q+A}

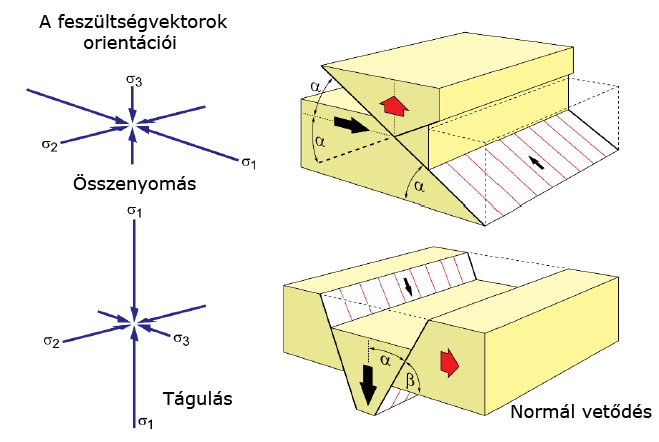
Vetődési típusok és orientációk

ahol A a forrássűrűséget jelenti. A hőeloszlás időbeli változása arányos az áramlás divergenciájával. Ezt Furier ide vonatkozó törvényével kombinálva felírható, hogy:
{\displaystyle \rho C_{p}{\frac {\partial T}{\partial t}}=k\nabla ^{2}T+A}Steady state állapotban a diffúziót leíró egyenlet az ún. geotermikus gradiens összefüggésébe konvertálható, mely az egységnyi mélységváltozásra bekövetkező hőmérsékletnövekedést adja:
{\displaystyle k\nabla ^{2}T+A=\rho C_{p}{\frac {\partial T}{\partial t}}=0\Rightarrow \nabla ^{2}T=-{\frac {A}{k}}}

Ha nincs hő forrás a közegben (rendszerint radioaktív bomlás révén), azaz A = 0, a hőmérséklet a mélység növekedésével lineárisan változik. Ha 0-tól különböző, ebben az esetben a jellegzetes hőmérséklet /mélység függvény egy másodrendű polinomiális közelítéssel írható le. A Föld belsejében az átlagos termikus gradiens 20 K·km-1 hőáramlás középértéke 3 W·m-1K-1. Ennek alapján egyszerűen kiszámítható például a kőzet halmazállapot-változás a mélység növekedtével (60 km-es mélységben ez már csaknem 1500 K). Mint az ismert, bizonyos mélységben a geotermikus gradiens intenzitását konduktív relaxációs folyamatok helyett az adiabatikus nyomásváltozások hatásai szabályozzák. A nyomás emelkedésével a kőzetek olvadt állapotban tartásához szükséges hő arányosan emelkedik. Nagyobb mélységben – a mag közelében – a hőmérséklet ugyan növekszik, más állapothatározók változása miatt azonban az olvadt kőzet halmazállapota voltaképp nem tér el túlságosan a köpenyben lévőétől.  
Az óceánfenéki kőzetlemezek létrejöttében és dinamikus fejlődésében mindenekelőtt figyelembe kell venni az ilyen folyamatokban fontos szerepet játszó diffúziós mechanizmusokat. Ha a {\textstyle {\frac {\partial T}{\partial t}}=\kappa \nabla ^{2}T}diffiúziós egyenletből kifejezzük {\textstyle {\sqrt {\kappa t}}}-t, akkor egy szemléletes fogalomhoz jutunk - az ún. diffúziós távolsághoz - amely igen pontosan jelzi azt a speciális termokémiai, amely ezt a közeget leginkább jellemzi. A belső hőtani jelenségek ui. nem egy specifikus, jól körülhatárolható jelenségkör révén propagálódnak az adott térrészben, hanem egy több mechanizmust is magában foglaló, köztes folyamat révén. A könnyebb átláthatóság kedvéért vegyünk egy hőváltozással járó eseményt, melynek kezdeti időpontja t0, mely egy infinitezimálisan kicsiny {\displaystyle \tau }idő elteltével l távolsággal terjed ki. Az ehhez szükséges idő ekkor azonnal következik a diffúziós egyenletből, azaz pontosan  {\textstyle {\sqrt {\kappa t}}}.  

## A kőzetlemezek aktív működése

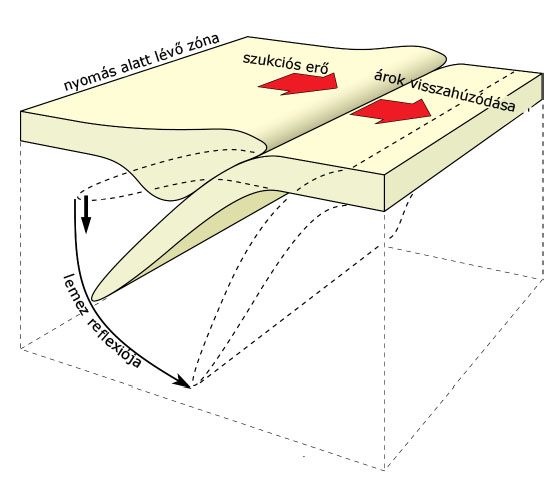
A szubdukciós zóna mozgása, a lemez benyomulása az asztenoszférába

Az óceánfenéki kőzetlemezek termális folyamatainak alapos feltárásához ismerni kell a következő jellemzőket: 
- Hőáramlási folyamatok
- Topografikus viszonyok
- Gravitációs anomáliák
- Szeizmikus feltételek

Az óceánfenéki kőzetlemezek dinamikus folyamataiban, a kialakult kőzetlemez létrejöttében elsősorban a lehűlési mechanizmusok játszanak elsőrendű szerepet. Itt a legalkalmasabb közelítő elv az ún. konduktív lehűlés, mely az ismert Newton-féle lehűlési törvényt követi. Ez, az óceáni litoszférának az óceáni hátságok (nemzetközi használatban rövidítése: MOR /middle-ocean ridge/) felől való eltávolodása során a diffúziós törvény alapján közelíthető. 
A Föld nagyléptékű – topografikusan jelentős – átalakulásai a kéreglemezek horizontális és vertikális mozgásainak összességéből tevődik. Előbbi nagyságrendje meghaladja az évenkénti 200 mm-t, míg utóbbi valamivel kevesebb mint 100 mm/év. Ezek közül – geodinamikai szempontból – a horizontális mozgások fontosabb szerepet kapnak a geológiai trendek felállítása alkalmával. A lemezek mozgásuk szempontjából lehetnek: 
- távolodók (divergens határ)
- egymáson elcsúszók
- egymás felé irányulók (konvergens határ)

Ezek a relatív lemezmozgások továbbá számos módon kombinálódhatnak egy adott helyen. Lemezek egymáshoz képest ferde irányban való torlódása például ún. transzpresszív deformációt (ferde nyírást) okoz. 
A Föld jelenlegi geológiai állapotában a kéreglemezek organizációja két hálózatból tevődik össze: egy nagyjából 70 000 km hosszú, divergens határvonalak láncolatából és hozzávetőleg ugyanilyen hosszú konvergens határvonal összességéből. A legtöbb geológiai rendszer nyitott rendszer, melyben az energia és az anyag egyensúlyi állapotot tart fenn. Az ilyen rendszerekben létrejövő változások szisztematikus jellegűek, vagyis előre jósolhatók.

## Térgeometriai modell
A hőmérséklet változása a különböző rétegekben, a mélység és az idő függvényében a következő elvi modellel írható le: egy adott anyag (hőmérséklete legyen Tm) ha a Föld mélyéből a felszínre jut (itt a hőmérséklet legyen Ts), az egy egydimenziós diffúziós egyenlet alapján a következőképpen értelmezhető: 
{\displaystyle T(z,t)=T_{z}(t)=T_{s}+(T_{m}-T_{s})erf({\frac {z}{2{\sqrt {\kappa t}}}})}ahol T(z,t) a kihűlési határon belüli hőmérséklet, Ts és Tm a felszíni és a köpenyen belül uralkodó hőmérséklet, κ a diffúziós együttható (κ = k /ρCp), erf a Gauss-féle hibafüggvény, melynek szabatos kifejtése:{\displaystyle erf(\eta )={\frac {2}{\sqrt {\pi }}}\int \limits _{0}^{\eta }e^{-u^{2}}du}
A komplementer hibafüggvény – erfc – egyszerűen az erfc (η) = 1 – erf(η) szerint definiálható. Magas z értékek (mélység) esetén a diffúziós egyenlet megoldásai T (∞; t) = Tm; a felszínen z = 0, tehát T (0, t) = Ts, és nagyon hosszú időintervallumokban T(z; ∞) = Ts – azaz a hőmérséklet az egész rendszerben azonos nagyságú. A megoldások egy izoterma sorozatot szolgáltatnak, az izoterma összessége pedig végeredményben a kőzetlemez vastagságára (D) ad közelítő értéket. Ennek alapján {\textstyle D\approx 2,3\centerdot {\sqrt {\kappa t}}}, óceáni kőzetlemez esetén ez átlagosan 104 km. 

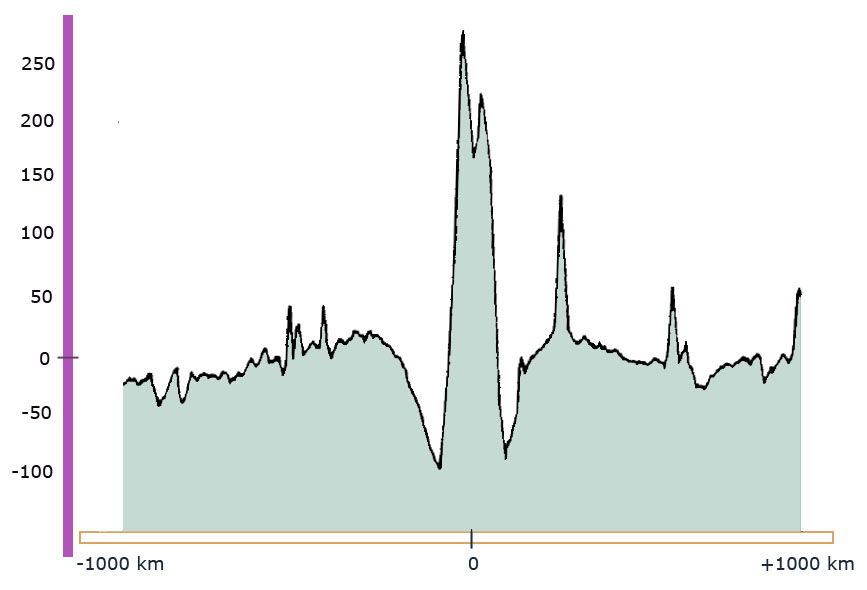
Gravitációs anomáliák a Hawaii-szigeteken átmenő szélességi körtől számítva (0) É-D irányban, mgal-ban

## A kőzetlemez rugalmassági mutatói
A dinamikus folyamatok révén kialakult kiszélesedő, majd elvékonyodó kőzetlemez egy gravitációsan instabil réteg, melyben a kihűlt és szilárd litoszféra egy sűrűbb réteget alkot az alatta levő köpenyhez képest. A létrejött kőzetréteg rideg, de nagy erőhatások révén sem szakad meg a folytonossága, csupán a belső erők tektonikus nagyságrendű erőhatásai által törik meg. A kőzetlemez rigiditása, hajlékonysága valamint rugalmassága alapvető információt szolgáltat a kőzetlemez mechanikai tulajdonságairól. Bár összességében a lemez flexiós képessége csekély, mégis legjobban egy elasztikus lemezként modellezhető. Ennek kifejtéséhez fel kell tételezni, hogy az eredő erők és nyomatékok összessége zérus, valamint az alakváltozás mértéke jóval kisebb, mint a rendszer bármely irányú kiterjedése. Továbbá ismerni kel az eredő nyomás és a deformáció közti elvi összefüggéseket. Kétdimenziós rendszerben (ekkor y tengely irányú változás nincs), a homogén, elasztikus lemez x tengely irányú erőhatásra létrejött alakváltozását a következő negyedrendű differenciálegyenlet írja le: 
{\displaystyle D{\frac {d^{4}w}{dx^{4}}}+P{\frac {d^{2}w}{dx^{2}}}=V(x)}
Itt w(x) az alakváltozás az x tengely mentén (azaz a kőzetlemez vertikális elmozdulása, mely egyben az óceán mélységi változását is jelenti), D a rigiditási együttható, P a horizontális tengely mentén ható erő. D a kőzetlemez rugalmassági paramétereitől függ, kifejtve {\textstyle D={\frac {Eh^{3}}{12(l-\nu ^{2}}})}, melynél E a Young-modulus, n a Poisson-tényező, amely mindenekelőtt a μ rugalmassági modulus függvénye. Az egyenlet összetett és absztrakt problémák esetén általánosan alkalmazható összefüggés, melynek révén olyan jelenségek is értelmezhetők, mint a geológiai rétegek kialakulása, vagy a litoszféra és az asztenoszféra közti gravitációs egyensúlyi állapot létrejötte.
A lemezek deformációja rugalmas feszültséget kelt a rétegen belül (húzó-, normális feszültség; σxx), s az egyik oldalon összenyomódik, a másikon kiterjed. A lemez centrumában a feszültség zérus, amelyet semleges vonalnak vagy síknak neveznek. A rugalmassági modulus két dimenziós rendszert feltételezve a fentebbi differenciálegyenletből átalakítással és kiemeléssel könnyen származtatható. 
A nyomás eloszlása illetve a feszültségek nagysága és irányultsága szeizmológiai szempontból primer jelentőségű, ezen töréspontok ui. a rengések epicentrumai lehetnek. A rugalmas alakváltozást kiváltó nyomás integrált hatása a hajlítónyomatékban ölt testet (M), amely a kőzetlemez csavarodását váltja ki (x – z síkban): 
{\displaystyle M=\int \limits _{h/2}^{-h/2}\sigma _{xx}z'dz'}z' a neutrális síktól mért távolságnál fellépő nyomásnövekedést reprezentálja, mely maximális értékét ± h/2-nél éri el. Az óceáni hátságoktól távolodva a kőzetlemez sűrűsége megnő, a gravitációs anomáliák az idősebb óceáni lemezek szubdukcióját váltják ki. A kőzetlemez deformációja, a lemezek elhajlása a gravitációs hatások mellett főként a már alábukott lemez által kiváltott negatív felhajtóerőnek tudható be.

## A felső köpeny átmeneti zónája
1923-ben Adams és Williamson fedezte fel a közvetett összefüggést a Föld belsejében uralkodó sűrűségviszonyok és a rugalmassági állandó valamint a szeizmikus hullámok terjedése közt. A földrengés hullámok terjedési görbéiből egyben a P (α, primer, longitudinális, kompressziós) és S (β, transzverzális, nyíró) hullámok terjedési sebességének ingadozásaira is következtetni lehet.  Ezek: {\displaystyle \alpha ^{2}={\frac {\kappa +4/3\mu }{\rho }}\qquad \beta ^{2}={\frac {\mu }{\rho }}}
melynél κ, a kompresszibilitási együttható, μ és ρ a sugár függvényei. A két egyenletet összevonva az általános szeizmikus állandót kapjuk meg: {\displaystyle \Phi =\alpha ^{2}-{\frac {4}{3}}\beta ^{2}={\frac {\kappa }{\pi }}}Az Adams-Williamson egyenlet egzakt alakja tehát egy a nyomás-, hőmérséklet- illetve a fázisváltozások eltéréseiből adódó sűrűségingadozások és a belső erők dinamikája közti kapcsolatot hivatott feltárni. Differenciális alakban, homogén közegben így írható:
{\displaystyle {\frac {d\rho }{dr}}=({\frac {\partial \rho }{\partial P}}){\frac {dP}{dr}}+({\frac {\partial \rho }{\partial T}}){\frac {dT}{dr}}}
A termikus határrétegek – mint a litoszféra és a legalsó köpeny esetén – a fenti összefüggés egy újabb járulékos kifejezéssel bővíthető (Birch, 1952). Adiabatikus összenyomás létrejöttekor a nyomás gradiens (az egymásra kerülő rétegek nyomán jelentkező súlytöbblet révén) a következőképp írható fel: 
{\displaystyle {\frac {dP}{dr}}=-g\rho }
melynél {\textstyle g=G{\frac {m(r)}{r^{2}}}}a gravitációs erő szokásos alakja.  Bevezetve az adiabatikus nyomásviszonyokra az ún. térfogati tényezőt, amely a nyomásnövekedés és a frakcionális térfogat-változás hányadosa, az Adams-Williamson egyenlet egy másik alakja: 
{\displaystyle {\frac {d\rho }{dr}}=-{\frac {\rho Gm(r)}{\Phi r^{2}}}}
mely a sűrűséggradiens, a gravitációs viszonyok és a szeizmikus paraméterek közt teremt kapcsolatot. Birch kutatásai során rájött, hogy mind a sűrűséggradiens, mind a köpeny belsejében létrejövő hullámok terjedési sebessége (cc. 200 km mélységben) nagyobb, mint azt az adiabatikus összenyomás által keltett erőhatások által kiváltott rezgésekből számítani lehetett volna. Ez azt jelenti, hogy a köpeny felső régiójában egy átmeneti zónának kell lennie. Birch azt feltételezte, hogy nagy valószínűséggel a magnézium- és vasszilikát rendszerek (olivin, spinell, piroxén) magyarázhatják a sűrűségnövekedést, illetve a sebesség gradiens nem-adiabatikus jellegű járulékát. Ma már ismert, hogy ebben a kristály rendszerben előforduló fázis transzformációk jelen vannak ~ 410 és 600 km közötti mélységben. Mindezt földtani kutatások is megerősítették, amelyben a szeizmikus hullámok fázis konverzióját ki lehetett mutatni ezen az éles határon.